# Chai Jingyi
Chai Jingyi, född okänt år, död okänt år, var en kinesisk diktare och målare under 1600-talet. Hon är känd som författaren till två diktsamlingar och var som målare känd för sina blomstermålningar. 
Hon levde i Hangzhou och var medlem av den lokala aristokratin. Hon var dotter till Chai Yunqian, gifte sig med Shen Hajia, och blev mor till Shen Yongji och Shen Zazhi, alla konstnärer. Även hennes syster Chai Zhenyi var målare. Hon var ordförande för kvinnornas poesiklubb Jiaoyan qizi.